# Marines (Val-d’Oise)
Marines ist eine französische Gemeinde mit 3508 Einwohnern (Stand 1. Januar 2022) im Département Val-d’Oise der Region Île-de-France. Die Stadt gehört zum Arrondissement Pontoise des Kantons Pontoise. Die Einwohner nennen sich Marinois bzw. Marinoises.

## Geographie
Die Gemeinde Marines befindet sich 40 Kilometer nordwestlich von Paris. Sie liegt im Regionalen Naturpark Vexin français.
Nachbargemeinden von Marines sind Brignancourt im Westen, Chars im Nordwesten, Neuilly-en-Vexin im Norden, Le Heaulme im Nordosten, Bréançon im Osten, Frémécourt im Südosten, Bréançon im Süden sowie Santeuil im Südwesten.

## Geschichte
Funde aus der Vorgeschichte bezeugen eine frühe Besiedlung auf dem Gebiet von Marines.
Im 10. Jahrhundert gab es im Ort drei Burgen, die im 11. und 12. Jahrhundert zerstört wurden. Nach den Verwüstungen im Hundertjährigen Krieg entwickelte sich Marines im 16. Jahrhundert zu einer Kleinstadt mit regionaler Bedeutung, in der ein täglicher Markt und zwei große Jahrmärkte stattfanden.

## Bevölkerungsentwicklung

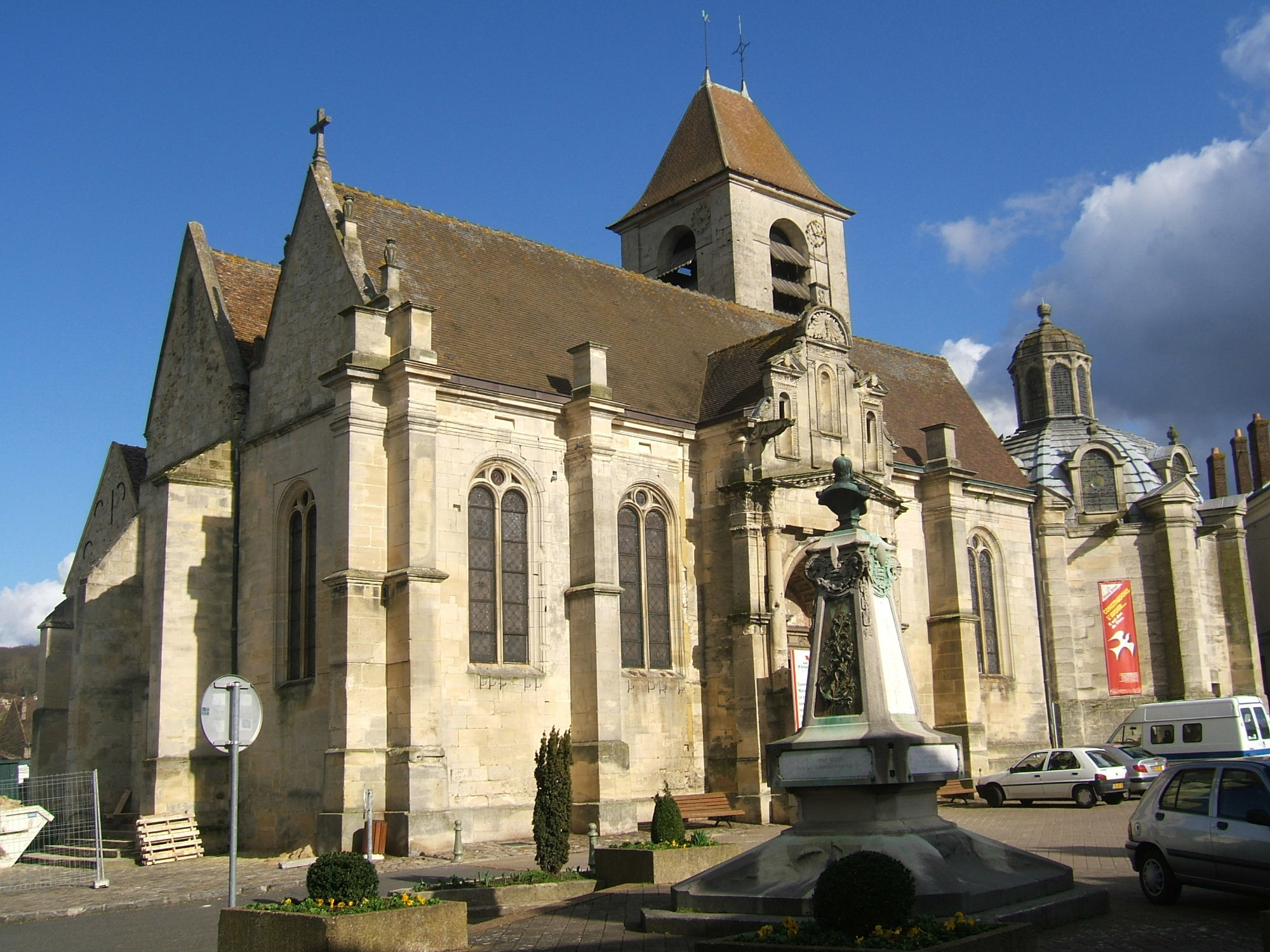
Kirche St-Rémi

| Jahr      | 1962 | 1968 | 1975 | 1982 | 1990 | 1999 | 2006 |
| Einwohner | 1970 | 2021 | 2074 | 2144 | 2495 | 2925 | 3165 |

## Sehenswürdigkeiten
- Kirche Saint-Rémi, erbaut im 16./17. Jahrhundert (Monument historique)[1]
- Schloss, erbaut im 16. Jahrhundert (Monument historique)[2]
- Schlosspark (Monument historique)[3]
- Waschhaus, erbaut um 1840

## Persönlichkeiten
- François de Créquy (1629–1687), Marquis de Marines
- Alexandre Peyron (1823–1892), Admiral und Politiker
- Madeleine Robinson (1916–2004), Schauspielerin, verbrachte ihre Kindheit in Marines